# Tioguanina
La tioguanina es un medicamento que se utiliza en el tratamiento de la leucemia aguda.  Es un análogo de la guanina que fue desarrollado entre 1949 y 1951, actúa como un antimetabolito de purina, disminuyendo la capacidad de multiplicación de las células cancerosas. Se administra por vía oral. Provoca diferentes efectos secundarios, entre ellos supresión en la actividad de la médula ósea, inflamación hepática y estomatitis.